# Distrito de Jazán
El distrito de Jazán es uno de los doce que conforman la provincia de Bongará, ubicada en el departamento de Amazonas en el Norte del Perú.  Limita por el Norte con el distrito de Shipasbamba; por el este con el distrito de Cuispes y; por el Sur y por el Oeste con la provincia de Luya.
El distrito de Jazán, es un competitivo proveedor de productos agrícolas, andinos, tropicales y de menestras, contando para esto con zonas productivas y agroecológicas especializadas; con estándares de calidad exigidos en el mercado regional, nacional y de exportación. además cuenta con zonas ganaderas especializadas abocadas a la producción de ganado mejorado genéticamente.
Su capital es la ciudad de Pedro Ruiz Gallo, la cual ostenta una ubicación estratégica y convergente; por lo que se considera al distrito de Jazán como una zona integrada vial, energética y socialmente a la economía regional y nacional; ya que es aquí donde confluyen las principales arterias de comunicación regional y nacional, hecho que conllevó a denominar a Pedro Ruiz Gallo como "El Ombligo de Amazonas".
Atravesada por la carretera Fernando Belaunde Terry que forma parte del eje vial interoceánico norte, Pedro Ruiz Gallo es una localidad con mayor actividad comercial; ya que es el punto donde los pobladores de las zonas vecinas como: Cuispes, Shipasbamba, San Carlos, Churuja y San Pablo se encuentran para poder ofertar sus productos; además encontramos hoteles, restaurantes, agencias bancarias y muchas otras Instituciones Públicas.
Jerárquicamente, dentro de la Iglesia Católica, pertenece a la Diócesis de Chachapoyas

## Historia
El distrito fue creado el 26 de febrero de 1980 mediante Decreto Ley Nº 22901, en el gobierno del Presidente Francisco Morales Bermúdez.

## Geografía
Se encuentra ubicado en la parte suroeste de la provincia de Bongará a una altitud de 1325 m.s.n.m.  
Coordenadas UTM: 5º56'40"S  77º58'43"W 
El distrito de Jazán está ubicada en la franja de la sierra norte, entre la vertiente occidental y oriental de los andes, disertada por el cauce del río Utcubamba. El Distrito de Jazán tiene una extensión superficial de 88,83 km². 
La topografía de su territorio es variada, presentando zonas elevadas, con altitudes que van desde Los 1000 m.s.n.m. hasta los 3800 m.s.n.m.
Según el censo del 2017 realizado por el INEI este distrito cuenta con una población de 10277 habitantes Abarca una extensión de 88,83 km².
Cuenta con una densidad de Población de 103,66 hab/km².
Su división política del distrito de Jazán es la siguiente: 
Cuenta con 01 ciudad capital más 09 anexos de los cuales 2 son comunidades campesinas y son los siguientes:

### Anexos
- Suyobamba
- Chosgón (comunidad campesina de Chosgón)
- San Jerónimo (Comunidad campesina de San Jerónimo)
- Donce
- La Unión
- Palo Seco
- Señor de los Milagros
- Cuchulia.
- Chaquil

Su capital es la ciudad de Pedro Ruíz Gallo, la cual ostenta una ubicación estratégica y convergente; por lo que se considera al distrito de Jazán como una zona integrada vial, energética y social-mente a la economía regional y nacional; ya que es aquí donde confluyen las principales arterias de comunicación regional y nacional.
Cuenta con 14 Barrios (Juntas Vecinales)  y 4 sectores en proceso de reconocimiento como Barrios los mismos que son los siguientes:
Barrios de la Ciudad de Pedro Ruíz Gallo:
1. Barrio El Edén
2. Barrio Sr. de los Milagros (La Aduana)
3. Barrio Alto Sr. de los Milagros (27 de Octubre)
4. Barrio Jazán
5. Barrio La Villa
6. Barrio Bellavista
7. Barrio El Porvenir
8. Barrio San Carlos
9. Barrio El Progreso
10. Barrio La Unión
11. Barrio El Pacífico
12. Barrio Nuevo Horizonte
13. Barrio Nueva Esperanza
14. Barrio Huayabamba

Sectores:
1. Sector El Maracaná
2. Sector El Ingenio
3. Sector El Peaje
4. Sector  El Romeral

## Meteorología (Fuente SENAMHI)
Temperatura máxima             : 27 °C
Temperatura media                : 21.1 °C
Temperatura mínima              : 10 °C
Precipitación                          : 776 mm/año
Altitud                                     : 1313 msnm
Humedad                                : 62%
Superficie                               : 88.83 km²

## Clima (Fuente SENAMHI)
Clima              : Semiseco – Templado
Precipitación   : Semiseco
Temperatura   : Templado
Humedad        : Húmedo
Clima del tipo muy lluvioso, cálido, muy húmedo, con invierno seco y abundante precipitación durante todo el año, permanentemente húmedo por la alta concentración de vapor de agua en la atmósfera.
El tiempo de esta región está determinada por el anticiclón del atlántico sur, la baja presión ecuatorial, ligada a la zona de convergencia inter tropical.
Estas zonas se caracterizan por ser muy inestables (disminución de la temperatura con la altura), la temperatura promedio anual de verano a invierno es de 27 °C y en periodos de friaje baja hasta 10 °C, más hacia el norte con menor magnitud, la variación de la temperatura horaria es perceptible y el ambiente es muy caluroso y sofocante al mediodía y cálido por las tardes con sensación de frío por las noches y madrugadas.

## Cuadro de pobreza en el Distrito de Jazán (FUENTE MIDIS-INEI)
Población 2017                 : 10277 habitantes          
Ruralidad                           : 34.5%                  
Etnicidad                           : 0.6%                     
Nivel Educativo                 : 43.5%                 
Estrato socioeconómico  : 16.5%                             
Tasa de pobreza                : 40.8%                 
Tasa de pobreza extrema : 12.3%

## Aspectos fisiológicos
A continuación se mencionara las necesidades más principales detectadas en el ámbito de la jurisdicción son:
Saneamiento: la capital del distrito no cuenta con un saneamiento adecuado para la alta cantidad de población que posee, el agua que toma la población es de pésima calidad, los múltiples análisis realizados, arrojan datos alarmantes sobre la presencia de coliformes fecales por lo cual ha sido declarada por salud como no apta para el consumo humano, pese a ello, el municipio sigue distribuyendo dicho servicio, existen actualmente proyectos en vía de desarrollo para la mejora de la calidad del servicio elemental, de igual forma en el tema de desagüe, las tuberías que conectan la ciudad, son direccionadas directamente a las aguas del río Utcubamba, en este aspecto existe un proyecto en desarrollo para la construcción de pozas de oxidación y tratamiento antes de ser canalizadas al río Utcubamba. La misma problemática se refleja en los anexos del distrito.
Salud.- actualmente en la capital del distrito, existe un Centro de Salud y un CAP de EsSalud, con profesionales médicos adecuados para la atención de la población, careciendo de una adecuada infraestructura para tal fin, actualmente y desde hace 8 años, existe una obra paralizada para la construcción de un Hospital referencial, pero el mismo a quedado aletargado, debido a problemas de presupuesto, quedando inconclusa su construcción, en los anexos más grandes Chosgón y San Jerónimo, existe puestos de salud, los mismo que atienen a la población con personal médico básico, el mismo que resulta insuficiente para atender a la población en constante crecimiento.

## Atractivos turísticos

### Naturales
- Aguas termomineromedicinales de Chaquil, aguas sulfurosas a 25 °C y un caudal de 3 litros por segundo, ubicado en el caserío de Chaquil a 1300 msnm, sobre la margen derecha del río Asnac, anexo de Suyobamba. Según los lugareños estas aguas poseen propiedades curativas para la piel y los huesos.
- Catarata Corontachaqa: La cascada se ubica en el km 288 de la carretera Fernando Belaunde Terry, en el tramo Pedro Ruiz - Bagua Grande, a 1218 m.s.n.m., a la margen izquierda del río Utcubamba. La caída de agua desciende en 80 metros aproximadamente; con una temperatura de 22.5 °C. Alrededor de la caída emerge agua sulfurosa con una temperatura de 25 °C, el cual le da un aroma característico al entorno que lo rodea.[6] Ubicado a 5 km. de Pedro Ruiz Gallo (10 minutos en auto).
- Lagunas de Pacaymonte o Dos Auroras: Este recurso turístico se encuentra ubicado a 1 km del anexo de Cuchulia. está conformado por dos cuerpos de agua adyacentes, en medio de un ecosistema conformado por bosque seco y de matorral, propio de la región natural yunga. La Primera laguna se ubica a 1491 msnm. abarca una extensión aproximada de 70 metros de largo por 45 metros de ancho. la segunda se sitúa a 1471 msnm, presenta una forma circular con un diámetro promedio de 40 metros. el agua es de color verdoso, con una temperatura media de 20 °C, hábitat de peces como la carpa (cyprinus Carpio), plateados y aves como Martín Pescador y otros,  Dichos cuerpos de agua se originan en el subsuelo, cuyo caudal se incrementa producto de las lluvias.[7]
- Catarata Tambo Viejo
- Santuario Cerro Golorque

### Culturales
- Sarcófagos del Cerro El Tigre] - Anexo San Jerónimo
- Pinturas Rupestres de Chumoc - Anexo San Jerónimo
- Pinturas Rupestres de Tambo Viejo - Anexo Chosgón

## Autoridades

### Municipales
- 2019 - 2022
  - Alcalde: Daniel Guiop Huaman, del Movimiento Regional  Fuerza Amazonense
  - Regidores:

  1. Herminio Julian Ocampo (Movimiento Regional  Fuerza Amazonense)
  2. Narciso Lopez Sangama (Movimiento Regional Fuerza Amazonense)
  3. Carlos Santiago Quintana Pizarro (Movimiento Regional Fuerza Amazonense)
  4. Yovana Milagros Tantalean Tafur (Movimiento Regional Fuerza Amazonense )
  5. Luis felix Choque Raymundo (Movimiento Regional Surge Amazonas)
- 2015-2018
  - Teodoro Tauma Camán (2do Periodo)
- 2014 
  - Cesar Eloy Vargas Bazán (Transitorio)
- 2011-2013
  - WALTER HUGO MONTEZA SANTILLAN
- 2010-2007
  - Teodoro Tauma Camán (1er periodo)

## Festividades
- Febrero: 
  - 26 Aniversario de creación política del Distrito de Jazán
- Septiembre: 
  - 16 - Fiesta Patronal en honor a la Santísima Cruz de Cocatapampa y el Divino Niño Jesús de Praga
  - 17 - Aniversario de creación de la ciudad de Pedro Ruíz Gallo